# Wilde Guave
Die Wilde Guave (Alibertia edulis) ist eine Pflanzenart aus der Familie der Rötegewächse (Rubiaceae). Das Verbreitungsgebiet erstreckt sich von Mexiko über Mittelamerika bis nach Brasilien und Peru. Die Frucht ist in Brasilien als Puruí und in Mittelamerika als Madroño bekannt.

## Beschreibung
Alibertia edulis bildet immergrüne, zweihäusige diözische, bis zu 5,5–7 Meter hohe Bäume oder Sträucher mit hellbrauner Borke.
Die kurz gestielten, einfachen Laubblätter wachsen gegenständig. Der Blattstiel ist bis etwa 1,5 Zentimeter lang. Die steifliche Blattspreite ist derb ledrig, eilanzettlich bis lanzettlich, elliptisch oder verkehrt-eiförmig, bis zu 12–22 Zentimeter lang und 5–10 Zentimeter breit, rundspitzig, spitz bis zugespitzt und an der Blattbasis spitz bis keilförmig. Der Blattrand ist ganzrandig, die Nervatur ist, oft wechselnd, gefiedert. Die Blattoberseite ist meist leicht glänzend bis matt, die Unterseite meist kahl bis leicht flaumig behaart. Die Nebenblätter sind dreieckig und spitz, etwa 5–15 Millimeter lang und 5–8 Millimeter breit und fallen früh ab.
Als achselständige Blütenstände werden doldige Büschel aus meist zwei bis acht, fast sitzenden und funktionell eingeschlechtlichen Blüten, an den Zweigenden gebildet. Die verwachsenen Kelchblätter der Einzelblüten sind bis 1 Zentimeter lang, mit kurzen, kleinen Zähnen. Die Blütenkrone ist bis zu 3 Zentimeter lang, schlank trichterförmig und weiß. Es werden vier oder fünf, eilanzettliche, zurückgelegt und dickliche Kronzipfel gebildet. Die kurzen Staubblätter, mit länglichen, fast sitzenden Antheren, sitzen innen in der Kronröhre. Der mehrkammerige Fruchtknoten ist unterständig, mit einem Griffel mit länglicher, oft zwei- bis vierästiger Narbe, die sich manchmal aber nicht teilt und keulenförmig zusammensteht. Bei den männlichen Blüten ist ein Pistillode ausgebildet und bei den weiblichen Blüten sind Staminodien mit Antheroden vorhanden. Es ist jeweils ein Diskus vorhanden.
Die Früchte (Scheinfrüchte) sind rundliche und schwach gerippte, feinhöckrige Beeren (Panzerbeere), die bis zu 3–7 Zentimeter groß werden. Die Frucht verschmälert sich an der Basis zu einem kurzen Hals, an der Spitze ist die kurze, fast stumpfe Kelchröhre, mit innen Diskusresten, erhalten. Die wachsige, kahle Fruchtschale ist glänzend, anfänglich grün, dann gelb bis orange und bei Fruchtreife dann bräunlich bis schwärzlich. Die Fruchthülle ist bis zu 7 Millimeter dick, zäh und ledrig. Die einzelnen Fruchtfächer werden zur Reife praktisch aufgelöst. Die zahlreichen, orangen und linsenförmigen, feinstreifigen Samen liegen dicht beieinander und sind bis 5–7 Millimeter groß, abgeflacht und eiförmig bis rundlich. Das pastös-cremige Fruchtfleisch wird zur Reife violett-bräunlich bis schwärzlich.

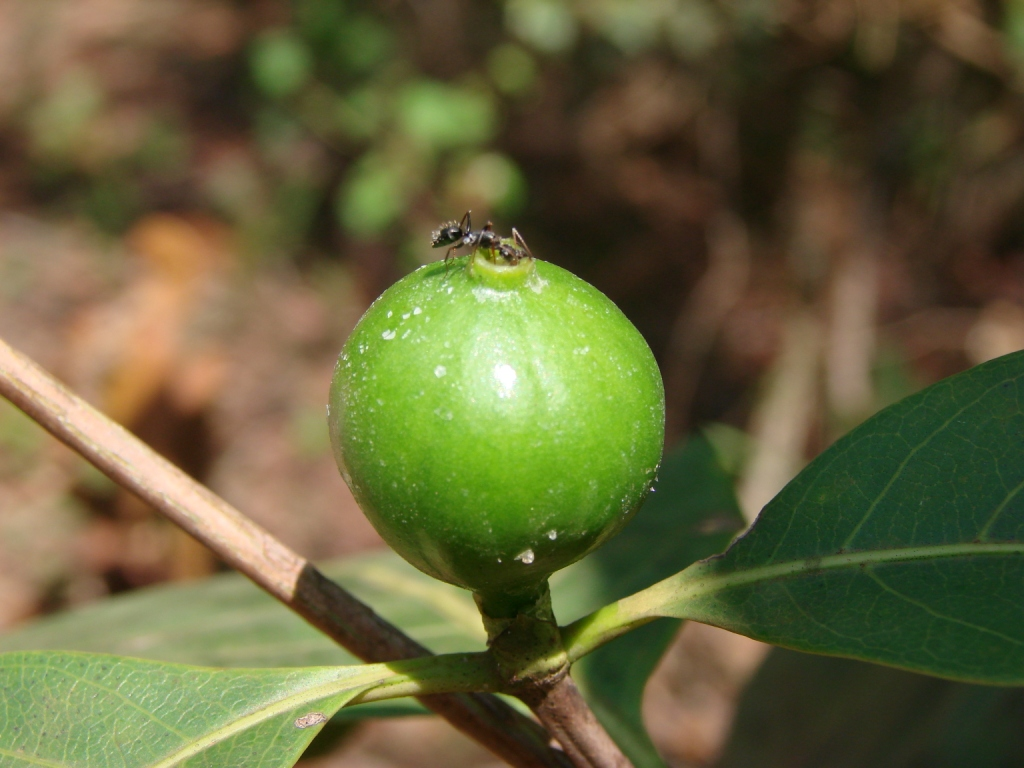
Einzelne, unreife Frucht

Die Chromosomenzahl beträgt 2n = 22.

## Verbreitung und Ökologie
Das natürliche Verbreitungsgebiet liegt in Mexiko in den Bundesstaaten Chiapas, Oaxaca, Tabasco, Veracruz und Yucatan, auf den Karibik-Inseln Kuba und Trinidad und Tobago, in den mittelamerikanischen Staaten Belize, Costa Rica, El Salvador, Guatemala, Honduras, Nicaragua, Panama und in Südamerika in Guyana, Französisch-Guayana, Suriname, Venezuela, Brasilien, Bolivien, Kolumbien, Ecuador und Peru. Dort wächst die Art meist im tropischen und subtropischen Tiefland besonders häufig nahe den Küsten und tritt in Gebüschen und im Unterholz lichter Wälder auf.

## Systematik und Forschungsgeschichte
Alibertia edulis ist eine Art aus der Gattung Alibertia, die in der Familie der Rötegewächse (Rubiaceae) der Unterfamilie Ixoroideae zugeordnet wird. Sie wurde 1792 von Louis Claude Marie Richard als Genipa edulis (Basionym) erstbeschrieben und damit in die Gattung Genipa gestellt. Das Typusmaterial der Art soll von Louis Claude Marie Richard gesammelt worden sein. Wahrscheinlicher ist jedoch, dass es von Jean Baptiste Leblond in Französisch-Guayana gefunden und kurz danach von Richard beschrieben wurde. Augustin-Pyrame de Candolle überführte die Art 1830 in die von Achille Richard neu aufgestellte Gattung Alibertia. Der Gattungsname Alibertia erinnert an den französischen Arzt Jean-Louis Alibert (1768–1837). Das Artepitheton edulis stammt aus dem Lateinischen und bedeutet „essbar“. Es verweist damit auf die essbaren Früchte.
Weitere Synonyme lauten Alibertia acuminata (Benth.) Sandwith, Alibertia hexagyna H.Karst., Alibertia longistipulata L.Riley, Alibertia panamensis L.Riley, Alibertia tobagensis Sprague & R.O.Williams, Alibertia trinitatis Sprague & R.O.Williams, Alibertia tutumilla Rusby, Amaioua edulis (Rich.) Baill., Borojoa lanceolata (Cham.) Cuatrec., Cordiera acuminata Benth., Cordiera edulis (Rich.) Kuntze, Cordiera hexagyna (H.Karst.) Kuntze, Garapatica edulis (Rich.) H.Karst., Gardenia edulis (Rich.) Poir., Sabicea edulis (Rich.) Seem. ex B.D.Jacks., Sabicea edulis (Rich.) Seem., Thieleodoxa lanceolata Cham. und Thieleodoxa nitidula Bremek.
Es werden zwei Varietäten unterschieden:
- Alibertia edulis var. edulis mit glänzender Blattoberseite und kahler oder leicht flaumig behaarter Blattunterseite. Die Nebenblätter erreichen eine Länge von 5 bis 15 selten bis 22 Millimetern. Das natürliche Verbreitungsgebiet liegt in Höhen von meist unter 500 Metern, erreicht in Costa Rica und Panama auch 1000 Meter Höhe und in Brasilien 1700 Meter.[3]
- Alibertia edulis var. premontana (C.M.Taylor) Delprete & C.H.Perss. unterscheidet sich von der Varietät edulis durch die matte Blattoberseite, die kahle Unterseite und die kleineren Nebenblätter, die meist nur 4 bis 7, selten bis 11 Millimeter lang werden. Das Verbreitungsgebiet liegt in Vorgebirgswäldern in Höhen von 800 bis 1700 Metern.[3]

## Verwendung
Das süße Fruchtfleisch ist essbar und wird zur Herstellung von Getränken und Gelee verwendet. Die Früchte werden im reifen, bräunlichen Zustand geerntet. Meist werden Früchte wild wachsender Bäume genutzt, die vor allem an den Küsten in großen Beständen wachsen. Bäume werden jedoch auch aus Samen gezogen und dienen dann als Obstbäume, Zierbäume oder als Schattenspender.